# Tyrrheniella sigillata
Tyrrheniella, Tyrrheniellidae
Famille
Genre
Espèce
Tyrrheniella sigillata est une espèce de vers plats libres, la seule de la famille des Tyrrheniellidae (monotypique).  Cette famille appartient au sous-embranchement des Catenulida. Tyrrheniella sigillata a été découverte dans la mer Tyrrhénienne à Naples dans une grotte sous-marine.